# Debra Monk

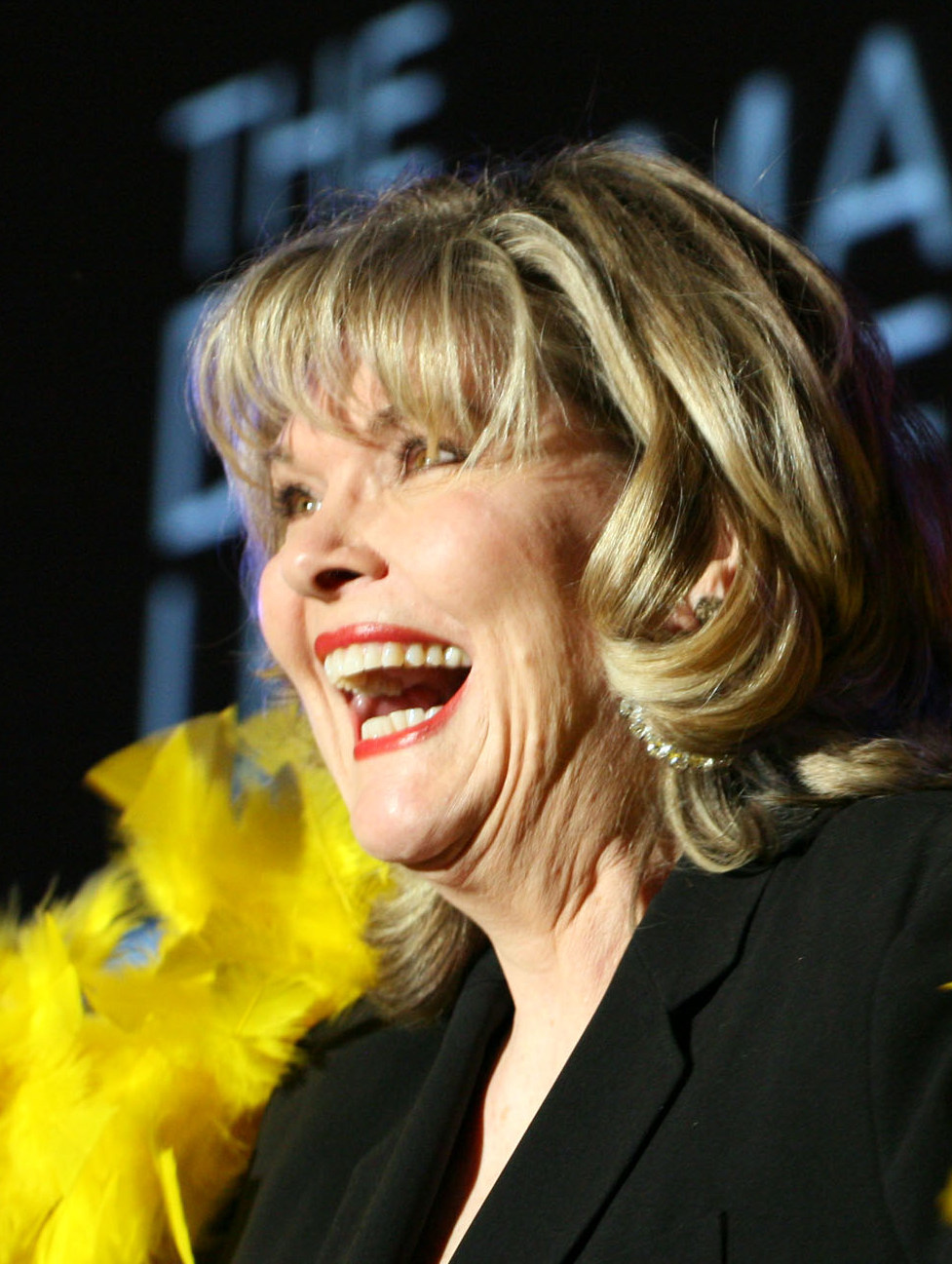
Debra Monk (2012)

Debra Monk (* 27. Februar 1949 in Middletown, Ohio) ist eine US-amerikanische Schauspielerin und Sängerin.

## Leben
Debra Monk besuchte die Wheaton High School in Silver Spring, Maryland. Sie absolvierte die Frostburg State University im Jahr 1973. 1975 erhielt sie den Master of Fine Arts an der Southern Methodist University in Dallas. Während ihrer Collegezeit begann sich Monk für die Schauspielerei zu interessieren und zog nach New York, musste aber lange auf den Durchbruch warten und arbeitete als Kellnerin. Mit einer selbstgeschriebenen Rolle in dem Musical Pump Boys and Dinettes, das zu einem Überraschungserfolg wurde, machte sie 1982 erstmals auf sich aufmerksam. 1993 wurde sie für ihren Auftritt in dem Stück Redwood Curtain mit dem Tony Award als Beste Nebendarstellerin ausgezeichnet. Ihre Darbietungen in Produktionen von William Inges Picnic (1994), dem Musical Steel Pier (1997) sowie Rupert Holmes’ und John Kanders Musical Curtains (2007) brachten ihr anschließend noch drei weitere Nominierungen für den Tony Award ein. Für ihren Auftritt in dem Stück The Time of the Cuckoo als altjüngferliche Chefsekretärin, die sich in Italien verliebt, erhielt sie 2000 einen Obie Award.
In das Film- und Fernsehgeschäft stieg Monk vergleichsweise spät ein. Ihr Filmdebüt machte sie in der Komödie Zauberhafte Zeiten von 1992, als sie bereits 43 Jahre alt war. Seitdem spielte sie Nebenrollen in bekannten Hollywood-Filmen wie Die Brücken am Fluß, Im Auftrag des Teufels, Sieben verdammt lange Tage und Demolition – Lieben und Leben. Sie wird besonders häufig für matronenhafte Rollen besetzt, oft als Mutter, Tante oder Nachbarin der Hauptfiguren. Sie spielte allerdings auch bereits Polizistinnen, Geschäftsfrauen oder Ärztinnen. Für ihre wiederkehrende Nebenrolle als Katie Sipowicz in der Krimiserie New York Cops – NYPD Blue wurde Monk im Jahr 1999 mit dem Emmy Award ausgezeichnet. Wiederkehrend war sie zwischen 2006 und 2011 in der Krankenhausserie Grey’s Anatomy als Mutter von T. R. Knights Figur Dr. O’Malley zu sehen. Von 2019 bis 2023 spielte sie in insgesamt 36 Folgen die Karen Brantley in der Serie New Amsterdam.

## Filmografie (Auswahl)
Spielfilme
- 1992: Zauberhafte Zeiten (Prelude to a Kiss)
- 1993: Ein Concierge zum Verlieben (For Love or Money)
- 1993: Fearless – Jenseits der Angst (Fearless)
- 1994: Quiz Show
- 1995: Jeffrey
- 1995: Die Brücken am Fluß (The Bridges of Madison County)
- 1995: Wer hat Angst vorm Weihnachtsmann? (Reckless)
- 1996: Extrem … mit allen Mitteln (Extreme Measures)
- 1996: The Substance of Fire
- 1997: In & Out
- 1997: Im Auftrag des Teufels (The Devil’s Advocate)
- 1998: Bulworth
- 2000: Center Stage
- 2002: Briar Patch
- 2004: Palindrome (Palindromes)
- 2005: The Producers
- 2005: Dark Water – Dunkle Wasser (Dark Water)
- 2007: Die Geschwister Savage (The Savages)
- 2008: Der große Buck Howard (The Great Buck Howard)
- 2011: Meine Schwester Charlie unterwegs – Der Film (Good Luck Charlie, It’s Christmas!, Fernsehfilm)
- 2012: Einmal ist keinmal (One for the Money)
- 2014: Sieben verdammt lange Tage (This Is Where I Leave You)
- 2015: Demolition – Lieben und Leben (Demolition)
- 2019: Standing Up, Falling Down

Fernsehserien
- 1994, 2002, 2005: Law & Order (3 Episoden)
- 1996, 1998–2001: New York Cops – NYPD Blue (NYPD Blue, 17 Episoden)
- 2001–2002: A Nero Wolfe Mystery (8 Episoden)
- 2003: Frasier (Episode 11x01)
- 2006: Desperate Housewives (Episode 3x08)
- 2006–2009, 2011: Grey’s Anatomy (7 Episoden)
- 2007: Ganz schön schwanger (Notes from the Underbelly, Episode 1x06)
- 2007–2012: Damages – Im Netz der Macht (Damages, 11 Episoden)
- 2007: Criminal Intent – Verbrechen im Visier (Law & Order: Criminal Intent, Episode 7x09)
- 2009: The Closer (Fernsehserie, Episode 5x02)
- 2009: Glee (Fernsehserie, Episode 1x03)
- 2009: Ghost Whisperer – Stimmen aus dem Jenseits (Ghost Whisperer, Episode 5x03)
- 2010: Brothers & Sisters (Fernsehserie, Episode 5x05)
- 2012: White Collar (Episode 3x14)
- 2014: Girls (2 Episoden)
- 2014: Hot in Cleveland (Episode 5x22)
- 2014: Reckless (5 Episoden)
- 2014–2018: Mozart in the Jungle (21 Episoden)
- 2015, 2017: Sneaky Pete (2 Episoden)
- 2017: Mr. Mercedes (2 Episoden)
- 2017: Navy CIS: New Orleans (NCIS: New Orleans, Episode 3x12 Hell on the High Water)
- 2018: Dietland (5 Episoden)
- 2018–2019: Tell Me a Story (4 Episoden)
- 2019–2023: New Amsterdam (36 Episoden)
- seit 2022: The Gilded Age
- 2024: American Horror Story (Fernsehserie, 4 Episoden)